# Kŭmch’ŏn
Kŭmch’ŏn (kor. 금천군, Kŭmch’ŏn-gun) – powiat w Korei Północnej, w prowincji Hwanghae Północne. W 2008 roku liczył 68 216 mieszkańców. Graniczy z powiatami T’osan i Changp’ung od wschodu, Pongch’ŏn i Paech’ŏn (prowincja Hwanghae Południowe) od zachodu, P’yŏngsan i Sin’gye od północy oraz z powiatem Kaep’ung i miastem Kaesŏng od południa. Przez powiat przebiega fragment 187-kilometrowej linii kolejowej P’yŏngbu, łączącej Pjongjang z Kaesŏngiem i południową częścią Półwyspu Koreańskiego. Na terenie powiatu znajdują się dwie stacje będące częścią linii: Kyejŏng oraz Kŭmch’ŏn.

## Historia
Powiat powstał w 1914 roku wraz z utworzonymi wówczas powiatami T’osan oraz U'bong. W grudniu 1952 w wyniku reformy podziału administracyjnego Korei Północnej, należących wcześniej do powiatu Kŭmch’ŏn miejscowości (kor. myŏn): Oeryu, Hapt'an, Gui, Sŏch'ŏn, T’osan i Jwa weszły w skład powiatu T’osan, 5 wsi miejscowości Donghwa weszło w skład powiatu P’yŏngsan, natomiast do Kŭmch’ŏn przyłączono z powiatu P’yŏngsan wsie Jŏndo i Hwasan, 3 wsie miejscowości Yŏngbuk (powiat Changp’ung) i wieś Pakyŏn z miejscowości So'nam.

## Gospodarka
Gospodarka powiatu oparta jest na rolnictwie. Dominują uprawy ryżu, soi, prosa, pszenicy, żeńszenia i tytoniu.

## Podział administracyjny powiatu
W skład powiatu wchodzą następujące jednostki administracyjne:
| Nazwa jednostki administracyjnej | Rodzaj jednostki administracyjnej | Chosŏn’gŭl |
| -------------------------------- | --------------------------------- | ---------- |
| Kŭmch’ŏn-ŭp                      | miasteczko                        | 금천읍     |
| Paekyang-ri                      | wieś                              | 백양리     |
| Sin'gang-ri                      | wieś                              | 신강리     |
| Paekma-ri                        | wieś                              | 백마리     |
| Namjŏng-ri                       | wieś                              | 남정리     |
| Ryongsŏng-ri                     | wieś                              | 룡성리     |
| Hyŏnnae-ri                       | wieś                              | 현내리     |
| Wŏnmyŏng-ri                      | wieś                              | 원명리     |
| Munmyŏng-ri                      | wieś                              | 문명리     |
| Wŏl'am-ri                        | wieś                              | 월암리     |
| Kyejŏng-ri                       | wieś                              | 계정리     |
| Dŏksan-ri                        | wieś                              | 덕산리     |
| Kangbuk-ri                       | wieś                              | 강북리     |
| Kangnam-ri                       | wieś                              | 강남리     |
| Ryanghap-ri                      | wieś                              | 량합리     |